# Donato Bendicenti
Donato Bendicenti (Rogliano, 18 ottobre 1907 – Roma, 24 marzo 1944) è stato un avvocato e partigiano italiano, vittima dell'eccidio delle Fosse Ardeatine, medaglia d'argento al valor militare alla memoria.

## Biografia
Calabrese di nascita, si trasferì a Roma per motivi di studio. Laureatosi in giurisprudenza, rimase nella Capitale per esercitare la professione di avvocato. Successivamente sposò Elisa Tedeschi e si iscrisse al Partito comunista clandestino.
Dopo l'8 settembre 1943 entrò nella Resistenza come partigiano della "Banda del quartiere Trionfale" e membro del Comitato forense d'agitazione. In tale veste mise a disposizione la sua casa per le riunioni del PCI clandestino.
Il 3 marzo 1944, come indicato nella decorazione alla memoria “…lungamente interrogato, nulla rivelava. Sacrificato alla rappresaglia tedesca, cadeva per gli ideali di libertà di Patria che aveva sempre nobilmente servito”, fu arrestato mentre usciva dalla sua abitazione dove, da alcuni minuti, era terminata una riunione della Direzione del PCI. Seviziato per ventuno giorni, non riuscirono a fargli confessare nulla della sua attività clandestina. Consegnato alle SS di Herbert Kappler, il 24 marzo successivo venne fucilato alle Fosse Ardeatine. La città di Cosenza ha intitolato una via alla sua memoria.